# Apogon wilsoni
 Apogon wilsoni és una espècie de peix de la família dels apogònids i de l'ordre dels cipriniformes que es troba a les Filipines.